# Pelayo (Schiff)
Die Pelayo war ein Linienschiff der spanischen Marine, das Ende der 1880er Jahre in Dienst genommen und 1926 abgewrackt wurde. Das Schiff, benannt nach dem asturischen König Pelayo, wurde im Ausland gebaut. Nach der Bewilligung der Pelayo am 12. November 1884, wurde der Bauauftrag nach Frankreich vergeben. Das Einzelschiff wurde am 25. Januar 1886 auf der Werft der Forges et Chantiers de la Méditerranée im südfranzösischen La Seyne-sur-Mer (einem Vorort von Toulon) auf Kiel gelegt. Nach dem Stapellauf am 5. Februar 1887 erfolgte am 3. Juni 1888 die Indienststellung. Erster Kommandant des Linienschiffes war der spätere Almirante Pascual Cervera, der unter anderem im Spanisch-Amerikanischen Krieg Bekanntheit erlangte.

## Technische Details und Modifikationen
Die Pelayo war maximal 105,12 m lang und 20,19 m breit. Der Tiefgang lag normalerweise bei 7,58 m, voll ausgerüstet und mit maximaler Kohlenbeladung konnte er aber auf bis zu 8,69 m anwachsen. Das Schiff besaß zwei Schornsteine und zwei Gefechtsmasten. Obgleich diese Masten ursprünglich Segel mit einer Gesamtfläche von knapp 1.220 Quadratmetern hätten führen sollen, wurde dieses Vorhaben alsbald wegen der unter Segeln zu geringen Geschwindigkeit (etwa 5 kn) verworfen. Bereits ab etwa 1890 an fuhr das Linienschiff nur noch unter Dampf. Die beiden Masten wurden infolgedessen abgetakelt, in reine Gefechtsmasten umgewandelt und dienten ab diesem Zeitpunkt nur noch zum Tragen leichterer Waffen auf den Plattformen der Marsen.
Hinsichtlich der Konstruktion angelehnt an die französischen Linienschiffe der Marceau-Klasse, war die Pelayo nach der Indienstnahme das kampfstärkste Kriegsschiff der spanischen Marine. Planungen, ein zweites Schiff dieser Art zu bauen, wurden von der spanischen Marine jedoch verworfen, einerseits infolge von Etatproblemen, und andererseits, weil sich die spanische Flottenführung von den drei Panzerkreuzern der Infanta Maria Teresa-Klasse, die ab 1889 gebaut wurden, einen größeren Nutzen bezüglich der Sicherung der spanischen Kolonien in Übersee versprach. Zudem zeigte sich, dass die Pelayo eine zu geringe Seeausdauer besaß (s. Maschinenanlage) und für die ozeanische Verwendung kaum nutzbar war. Bis zum Beginn des Baus der Dreadnoughts der España-Klasse (ab 1909) war die Pelayo für über 20 Jahre das einzige Schlachtschiff und zugleich das größte Kriegsschiff der spanischen Marine. Dieser Umstand brachte dem Schiff später den Spitznamen El Rey Solitario (dt.: „Der einsame König“) ein.

### Bewaffnung
Die Hauptbewaffnung der Pelayo bestand aus zwei je 48 Tonnen schweren 32-cm-Geschützen L/37,5 Modell 1884 des Typs Hontoria sowie zwei 28-cm-Geschützen L/35 Modell 1883 (ebenfalls vom Hontoria-Typ, wobei das Gewicht bei 32 Tonnen lag). In beiden Fällen handelte sich um in Spanien in Lizenz hergestellte und, hinsichtlich des Kalibers, modifizierte Canet-Geschütze des französischen Rüstungskonzerns Schneider & Cie., wobei das ursprüngliche Kaliber bei 34 cm (32-cm-Geschütze) und 27,4 cm (28-cm-Geschütze) gelegen hatte. Während die beiden 32-cm-Geschütze der Pelayo je in einem Turm vor und achtern der Aufbauten standen, befanden sich die beiden 28-cm-Geschütze zu beiden Seiten der Aufbauten, etwa zwischen den beiden Schornsteinen, in gepanzerten Drehbarbetten. Bei einer Breitseite konnten somit drei der vier schweren Geschütze zum Tragen gebracht werden. Die auf beiden Schiffseiten untergebrachten Kanonen konnten, infolge des Tumblehome-Designs des Rumpfes, sowohl in Bug- als auch in Heckrichtung feuern. Während das 28-cm-Geschütz eine 266 Kilogramm schwere Granate über eine maximale Distanz von knapp 10.500 m verschießen konnte (wobei die Feuergeschwindigkeit bei etwa einem Schuss in der Minute lag), verfeuerte das 32-cm-Geschütz eine 400 Kilogramm schwere Granate rund 11.000 m weit. Allerdings war die Feuerrate dieser Kanonen mit nur etwa einem Schuss alle fünf Minuten sehr niedrig.
Unmittelbar nach der Indienstnahme setzte sich die Mittelartillerie aus einem 16,2-cm-Hontoria-Geschütz L/35 Modell 1879 in Jagdaufstellung im Bug und zwölf 12-cm-Geschützen L/35 Modell 1883 in gepanzerten Stückpforten im Batteriedeck, wobei je sechs Kanonen nach einer Seite hin feuern konnten, zusammen. Im Jahr 1898 wurde die Pelayo einem Umbau unterzogen, wobei alle 12-cm-Geschütze und die 16,2-cm-Kanone von Bord kamen und durch insgesamt neun 14-cm-Hontoria-Geschütze L/35 Modell 1883 (acht im Batteriedeck und eines in Jagdaufstellung im Bug) ersetzt wurden. Die leichtere Bewaffnung bestand aus fünf 5,7-cm-Hotchkiss-Kanonen und 13 fünfläufigen 3,7-cm-Hotchkiss-Revolverkanonen. Acht dieser Kanonen befanden sich auf den Marsen der beiden Gefechtsmasten, die übrigen standen nahe der Kommandobrücke und auf dem Achterdeck.
Zudem verfügte das Schiff über sieben 35,6-cm-Torpedorohre vom Typ Whitehead (Modell 1882 A-20). Ein Rohr befand sich im Heck, je drei weitere Torpedorohre waren zu beiden Schiffseiten im vorderen Schiffsdrittel installiert und konnten in einem Winkel von etwa 30 Grad in Fahrtrichtung feuern. Die maximale Reichweite dieser Torpedos lag bei etwa 1.500 m (bei 15 kn). Da die Whitehead-Torpedos sich allmählich als überaltert herausstellten, wurden im Jahr 1910 alle Torpedorohre ausgebaut und von Bord gegeben.

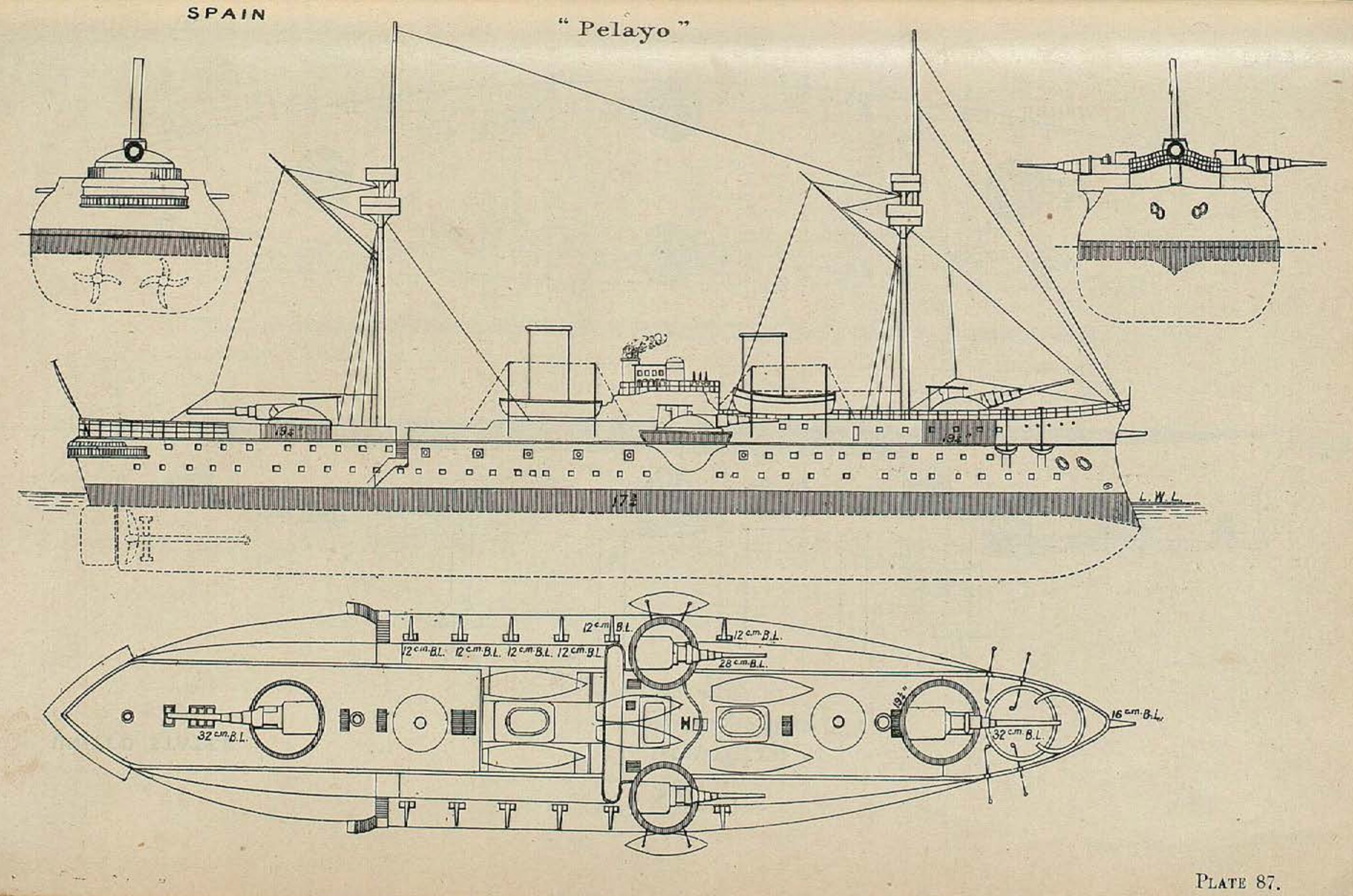
Steuerbord- und Deckansicht der Pelayo (Aussehen im Jahr 1896).

### Maschinenanlage
Die Maschinenanlage der Pelayo bestand aus 16 kohlenbefeuerten Niclausse-Wasserrohrkesseln und vier vertikal eingebauten Dreifach-Expansionsmaschinen, die über zwei Wellen zwei bronzene Propeller von je 5,01 m Durchmesser ansteuerten. Die maximale Maschinenleistung lag bei 9.600 PSi, womit das Schiff bei Testfahrten im Mai 1888 eine Höchstgeschwindigkeit von 16,58 kn (rund 31 km/h) erreichen konnte. Da sich während dieser Tests indessen die beiden 32-cm-Geschütze der Hauptartillerie noch nicht an Bord befunden hatten und zudem auch nicht mit voller Kohlenbeladung gefahren wurde, ist davon auszugehen, dass die später im Einsatz erreichte Höchstgeschwindigkeit günstigstenfalls bei (geschätzt) nicht mehr als 15,5 kn gelegen haben dürfte.
Gemäß der Planungsvorgaben hätte das Schiff ferner in der Lage sein sollen, mit einer maximalen Kohlenbeladung von 676 Tonnen, 5.000 Seemeilen bei 12 kn (etwa 22 km/h) Marschgeschwindigkeit (oder 7.500 Seemeilen bei 10 kn) zurückzulegen. In der Realität indessen blieb die Pelayo weit hinter diesen Vorgaben zurück. Selbst bei einer sehr geringen und damit sparsamen Marschfahrt von 8 kn konnten selten Distanzen von mehr als 3.000 Seemeilen bewältigt werden. Der Sachverhalt der geringen Reichweite galt als eines der schwerwiegendsten Mankos des Schiffes.

### Panzerschutz
Der Panzerschutz der Pelayo, die hinsichtlich des Panzerschemas als Barbettpanzerschiff eingestuft werden kann, war vom Rüstungskonzern Schneider & Cie. produziert worden, wobei der verwendete sogenannte Creusot-Stahl dem amerikanischen Harvey-Panzer ähnlich war. Die Dicke des Seitenpanzers lag zwar bei bis zu 450 mm, indessen jedoch reichte dieser Schutz bei voller Beladung nur etwa 60 cm über die Wasserlinie hinaus, weswegen der überwiegende Teil der Rumpfseitenwände (von den Stückpforten und den Barbetten der 28-cm-Geschütze abgesehen) weitgehend ungeschützt war. Die Geschütze der Hauptartillerie befanden sich in bis zu 400 mm dick gepanzerten Barbetten, waren aber gegen von oben einfallende Geschosse nur mit einer 80 mm dicken Panzerhaube geschützt.

### Sonstiges
Die Pelayo erhielt 1904 als erstes spanisches Kriegsschiff, fast zeitgleich mit dem Geschützten Kreuzer Extremadura, einen von Telefunken produzierten drahtlosen Telegrafen.

## Einsatzzeit
Nach der Indienstnahme 1888 absolvierte die Pelayo in den nachfolgenden Jahren zumeist Manöver- und Repräsentationsaufgaben. So nahm das Schiff 1892, nachdem zuvor der Hafen von Piräus besucht worden war, in Genua an der 400-Jahr-Feier anlässlich des Aufbruchs von Christoph Kolumbus zu seiner ersten Entdeckungsfahrt nach der Neuen Welt teil. 1895 folgte eine Besuchsreise nach Deutschland, wobei unter anderem der Hafen von Kiel angelaufen wurde.
1897 wurde der Entschluss gefasst, die Mittelartillerie der Pelayo zu modernisieren. Das Schiff wurde infolgedessen im Dezember 1897 bei der früheren Bauwerft (Compagnie des Forges et Chantiers de la Méditerranée) im südfranzösischen La Seyne-sur-Mer eingedockt. Im Verlauf dieser Modernisierung, wobei alle 12-cm-Kanonen sowie das 16,2-cm-Geschütz im Bug ausgebaut und durch neun 14-cm-Geschütze ersetzt wurden, wurden auch die Masten leicht gekürzt und verbesserte Rauchabzüge installiert (die mittschiffs quer und zwischen den Schornsteinen verlaufende Kommandobrücke war häufig vom Rauch eingehüllt worden, was die Schiffsführung dementsprechend behindert hatte). Noch bevor die Umbauten abgeschlossen werden konnten, brach im April 1898 der Spanisch-Amerikanische Krieg aus.

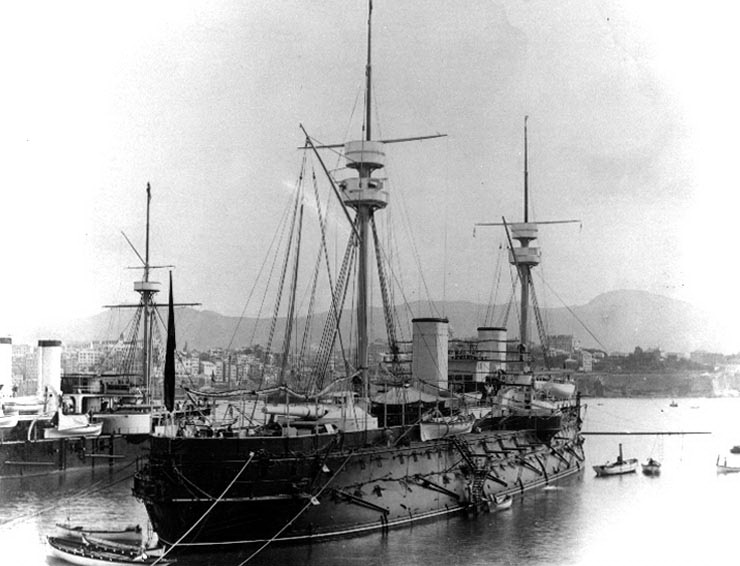
Die Pelayo in Genua im Jahr 1892.

### Einsatz im spanisch-amerikanischen Krieg
Um das Schiff so schnell wie möglich wieder einsatzbereit zu haben, wurde die Pelayo, ohne dass die Schutzschilde der Stückpforten der 14-cm-Kanonen installiert worden waren, noch im April 1898 der 2ª División (Capitán de Navío José Ferrándiz y Niño) des neu aufgestellten spanischen Reservegeschwaders (unter dem Oberbefehl von Almirante Manuel de la Cámara) zugeteilt.
Dieses Reservegeschwader bestand, neben der Pelayo, aus dem Panzerkreuzer Emperador Carlos V., dem veralteten Küstenpanzerschiff Vitoria, fünf Hilfskreuzern, einem Aviso sowie drei Zerstörern und mehreren Versorgungs- und Kohlenschiffen.
Nach der verheerenden Niederlage des spanischen Philippinen-Geschwaders am 1. Mai 1898 in der Schlacht in der Bucht von Manila gegen das US-Asiengeschwader, ging Cámaras Verband am 14. Mai 1898 von Cádiz aus in See, um durch den Sueskanal und dann zwecks eines Gegenangriffs nach den Philippinen zu verlegen. Nachdem das Geschwader in Port Said eingetroffen war, verzögerten die ägyptischen Behörden jedoch, auch aus Sorgen hinsichtlich der Neutralität Ägyptens, mehrere Wochen lang die Kohlenergänzung. Nachdem erkennbar geworden war, dass die Philippinen für Spanien endgültig verloren waren, und nach der Niederlage des spanischen Geschwaders in der Karibik in der Seeschlacht vor Santiago de Cuba (was zudem die Wahrscheinlichkeit erhöhte, dass die in der Karibik nun frei gewordenen US-Seestreitkräfte direkt die spanische Küste bedrohen könnten), erhielt Cámaras Geschwaders Anfang Juli 1898 den Befehl zum Rückmarsch nach Spanien. Nach der Rückkehr wurde das Reservegeschwader am 25. Juli 1898 aufgelöst und die Schiffe wurden nachfolgend und bis Ende des Krieges zu Sicherungsaufgaben vor der spanischen Küste eingesetzt. Während des gesamten Krieges hatte die Pelayo ihre Geschütze nicht abgefeuert.

### Dienstzeit von 1898 bis 1920
Nach Kriegsende und in den nachfolgenden Jahren diente die Pelayo zumeist als Repräsentationsschiff und besuchte dabei unter anderem Toulon (1901) und Lissabon (1904).
Lediglich ein einziges Mal, während des Rifkrieges von 1909, feuerte das Schiff seine schweren Geschütze im Rahmen eines Kampfeinsatzes ab, als es Stellungen aufständischer Rifkabylen entlang der Küste Marokkos beschoss. Im Anschluss folgte 1910/11 eine längere Werftliegezeit.
In den Morgenstunden des 23. November 1912, die Pelayo befand sich auf dem Weg von Palma nach Maó, lief das unter dem Kommando von Capitán de Navío Salvador Moreno Eliza stehende Schiff infolge eines Navigationsfehlers nahe der Cala Figuera auf einen Unterwasserfelsen auf. Dabei wurde der Rumpf auf der Backbordseite, etwa zwischen dem vorderen Mast und dem vorderen Kesselraum, aufgerissen. Das erheblich beschädigte Schiff konnte einen Tag später zwar abgeborgen werden und wurde im Anschluss in Cartagena repariert, kam jedoch, obgleich die Schäden behoben werden konnten, in den nachfolgenden Jahren und bis 1920 nur noch als Trainings- und Schulschiff zum Einsatz.

## Verbleib
Nachdem die Pelayo 1921/22 noch kurzzeitig als Artillerieschulschiff gedient hatte, wurde das Schiff schließlich 1923 stillgelegt und abgerüstet. Nach der offiziellen Außerdienststellung am 1. August 1924 und der Überführung des alten Linienschiffes im Schlepp nach Rotterdam Ende 1925, erfolgte dort ab April 1926 die Verschrottung.